# 富蘭克林鎮區 (新澤西州格洛斯特縣)
富蘭克林鎮區（英語：Franklin Township）是位於美國新澤西州格洛斯特縣的一個鎮區。

## 地方資料
富蘭克林鎮區的面積為146.04平方千米，當中陸地面積為144.60平方千米，而水域面積為1.44平方千米。根據2020年美國人口普查的數據，當地共有人口16380人，而人口密度為每平方千米112.16人。